# Die Son
Die Son is een Afrikaanstalig Zuid-Afrikaans boulevardblad (of poniekoerant in Afrikaans), gericht op sensationeel groot en klein nieuws, geheel in de stijl van de Britse tabloids. Die Son is het snelst groeiende blad van Zuid-Afrika. In de provincie West-Kaap verschijnt ze als dagblad onder de naam Kaapse Son, elders is het een weekblad. Het hoofdkantoor bevindt zich in Kaapstad, de uitgever is Naspers.
Uitgeverij Naspers begon in 2003, na het grote succes van het Engelstalige boulevardblad The Daily Sun, in de provincie West-Kaap met een Afrikaanstalig sensatieweekblad onder de naam Kaapse Son. De krant bleek onmiddellijk een gat in de markt en de oplage steeg zo snel, dat men nog hetzelfde jaar besloot de distributie uit te breiden tot heel Zuid-Afrika. Begin 2005 werd de krant in West-Kaap een dagblad. Werd de oplage van het dagblad in de eerste helft van 2005 geschat op 50.000 exemplaren, in 2007 was dat al gestegen tot bijna 91.000. Van de vrijdagse weekeditie voor heel Zuid-Afrika worden ongeveer 220.000 exemplaren verspreid.
Opmerkelijk is, dat de oplage van de bestaande Afrikaanstalige kranten, in het bijzonder het Kaapse dagblad Die Burger, nauwelijks lijdt onder de enorme groei van Die Son. De oplage van deze krant daalde in dezelfde periode van 98.000 tot 91.000 exemplaren. Uit analyses van het lezerspubliek van beide kranten blijkt, dat van de lezers van Kaapse Son 90% kleurling en slechts 10% blank is. Dit zijn voornamelijk armere mensen. Bij de lezers van Die Burger is 53% kleurling en 47% blank, waarbij het voornamelijk om rijkere mensen gaat. Daarnaast trekt Kaapse Son veel meer jongere lezers aan. Hieruit wordt geconcludeerd dat het boulevardblad een gat in de markt heeft aangeboord en vooral mensen aantrekt die voorheen geen krant lazen.